# باميلا دياز
باميلا أندريا دياز سالدياس (بالإسبانية: Pamela Andrea Díaz Saldías)‏ وهي عارضة أزياء تشيلية وناشطة في البرامج الواقعية ولدت في يوم 26 فبراير 1981 في بلدة بويرتو فاراس في تشيلي وهي حالياً تعمل في برنامج موتشو غوستو وسيكريتو فوسس.

## روابط خارجية
- باميلا دياز على موقع IMDb (الإنجليزية)
- باميلا دياز على موقع قاعدة بيانات الفيلم (الإنجليزية)